# Brant Weidner
Brant Clifford Weidner (Orefield, Pensilvania; 28 de octubre de 1960) es un exjugador de baloncesto estadounidense que jugó una temporada en la NBA, además de hacerlo en la liga neerlandesa. Con 2,06 metros de estatura, lo hacía en la posición de ala-pívot.

## Trayectoria deportiva

### Universidad
Jugó durante cuatro temporadas con los Tribe del College of William & Mary, en las que promedió 7,0 puntos y 4,4 rebotes por partido. En su última temporada fue incluido en el mejor quinteto de la ECAC South tras liderar la conferencia en rebotes, con 6,1 por partido. Acabó su carrera universitaria como séptimo mayor taponador de la historia de su college, con 76 tapones.

### Profesional
Fue elegido en la nonagésima posición del Draft de la NBA de 1983 por San Antonio Spurs, pero tras no tener sitio en el equipo, fichó por el EBBC Den Bosch de la liga neerlandesa. En marzo de 1984 recibió la llamada de los Spurs, quienes lo ficharon por 10 días, y renovaron hasta el final de la temporada. Dispitó 8 partidos, en los que promedió 1,0 puntos y 1,4 rebotes.

## Estadísticas de su carrera en la NBA

### Temporada regular
| Temporada | Edad | Equipo            | Liga | Pos. | P | TIT | MIN | TC  | TCA | %TC  | 3P  | 3PA | %3P | TL  | TLA | %TL   | R.OF. | R.DEF. | REB | ASIS | ROB | TAP | PER | FP  | PTS |
| 1983-84   | 23   | San Antonio Spurs | NBA  | PF   | 8 | 0   | 4.8 | 0.3 | 1.1 | .222 | 0.0 | 0.0 |     | 0.5 | 0.5 | 1.000 | 0.5   | 0.9    | 1.4 | 0.0  | 0.0 | 0.3 | 0.3 | 0.6 | 1.0 |
| Total     |      |                   | NBA  |      | 8 | 0   | 4.8 | 0.3 | 1.1 | .222 | 0.0 | 0.0 |     | 0.5 | 0.5 | 1.000 | 0.5   | 0.9    | 1.4 | 0.0  | 0.0 | 0.3 | 0.3 | 0.6 | 1.0 |